# Okrouhlice (stacja kolejowa)
Okrouhlice – stacja kolejowa w miejscowości Okrouhlice, w kraju Wysoczyna, w Czechach Znajduje się na wysokości 420 m n.p.m.
Stacja jest wyposażona w poczekalnię, kasy biletowe, na których można zakupić bilety na pociągi krajowe i międzynarodowe oraz zarezerwować miejsce w pociągu.

## Linie kolejowe
- 230 Kolín - Havlíčkův Brod